# Сарутоби Саске
Сарутоби Саске (猿飛佐助 Sarutobi Sasuke) је нинџа који се појављује у кодан наративној уметности и фиктивним делима. Уопштено се верује да је име измишљено у периоду између Меиђи и Тајшо периода. Неки тврде да је заснован на стварним живим личностима, као што су Козуки Саске (上月佐助 Kōzuki Sasuke) и Сарутоби Нисуке (猿飛仁助 Sarutobi Nisuke). Његово презиме, у значењу „мајмунски скок“ , је написано са два канђија; сару (猿saru) је знак за „мајмуна“, и тоби (飛 tobi) је знак за „скок“. Био је познат по својој агилности и брзини налик мајмуновој, посебно када је дрвеће у питању. Многи описи га приказују као сироче које је одрасло са групом мајмуна, што је утицало на његове способности мајмуна.	

## У фолклору
Саске се обично наводи као члан \ вођа Санада Десет Храбрих (Sanada Ten Braves), измишљене групе од десет нинџа која је наводно помогла вођи Санада Икимури у биткама код Осака замка у завршној фази ере јапанског грађанског рата (Сенгоку период), а он је далеко најпознатији и најпопуларнији међу њима. Када се појављује са Киригакуре Саизом (霧隠才蔵 Kirigakure Saizō ), једним од његових колега из Десет Храбрих, он је често према томе у супротности са његовим најбољим пријатељем / заклетим ривалом, који обично има елегантан, или барем чист-исечен, изглед и способности налик магичним. За Сасукеа је генерално речено да је био Кога нинџа, док је Саизо био Ига нинџа. Као таквима, када се појављују заједно, они су скоро увек приказани као заклети ривали а касније, након што је регрутован у Санада, најбољи пријатељи. (То ривалство је паралела Ига-Кога ривалству и Хатори-Фума ривалству у нинџа причама). Каже се да је пао у борби против снага Токугава Ијејасуа током опсаде Осаке у лето 1615, али не постоји историјски запис о овоме. У другој верзији Сасуке се пробио у упориште Токугава Ијејасуа током 1615. и, пошто му је нога ухваћена у замку за медведе док је бежао од непријатеља, одсеца је у зглобу да побегне, а онда је одузео свој живот радије него да буде заробљен.

## У популарној култури
Слика Сарутоби Саскеа је била веома утицајна у нинџа фикцијама, у којима је обично представљен као млади дечак. Карактер је овековечен у савременој јапанској култури од стране популарног Таћикава Бунко (џепне књиге) писца дечије књижевности између 1911. и 1925. године, као и Сарутоби Саске, једна од најпознатијих манги за дечаке од стране Шигеру Суигуре из 1950-их (праћена шонен Џерајом).
Он је личност у насловима филмова као што су Самурај шпијун (Ibun Sarutobi Sasuke\Samurai Spy), Санада Даисуке и Сарутоби Саске (Sânada Daisûke to Sarutobi Sasuke), Сарутобијев нинџуцу (Sarutobi no Ninjutsu) и Сарутоби Сасуке (Sarutobi Sasuke Senjogadake no Himatsuri), као и неколико других филмова једноставно названих Сарутоби Сасуке из 1918, 1919, 1922, и 1966 (последњи такође познат као Нинџа шпијун). Он је такође главни лик у музичком филму Храбри подвизи Санада клана (Brave Records of the Sanada Clan). Други филм пине дужине Тоеи Анимације је Дечак Сарутоби Саске (Shônen Sarutobi Sasuke), бавећи се Саскеовим детињством, праћен је ТВ серијом. Овај филм представља први пут када су Саске и аниме представљени западној публици (1961. као Магични дечак \ Magic Boy), иако су све референце које указују да је нинџа уклоњене у верзији на енглеском језику. Он је такође лик у наслову аниме серије Манга Сарутоби Сасуке, видео игре Нинџа дечак Сасуке, и Санпеи Ширатовој манги из 1962. године, као и манга серије Ја сам Сарутоби! Од „оца модерне манге“ Осамуа Тезуке две године раније. Пунолетан Сарутоби Саске је лик у аниме и манга серији Самурај дубљи Кјо (Samurai Deeper Kyo), у којој служи Санада Икимури као вођа Десет Храбрих – иста улога коју има у манги и анимеу Храбрих 10 и у филму Камен Рајдер Ден-О (Kamen Rider Den-O): Ја сам рођен! Спортско такмичење познато као Нинџа ратници носи име Саске као оригиналан назив. Његово име је присутно и у популарној франшизи Наруто. Један од главних личности назван је Саске Учиха у нади да ће постати велики шиноби попут Сарутоби Саскеа.